# Zalissea, Krîjopil
Zalissea (în ucraineană Залісся) este un sat în comuna Krasnosilka din raionul Krîjopil, regiunea Vinnița, Ucraina.

## Demografie
Componența lingvistică a localității Zalissea
     Ucraineană (97,22%)
     Rusă (2,78%)
Conform recensământului din 2001, majoritatea populației localității Zalissea era vorbitoare de ucraineană (97,22%), existând în minoritate și vorbitori de rusă (2,78%).